# 14 Irene
14 Irene este un asteroid din centura de asteroizi. 

## Descoperire
A fost descoperit de astronomul J. R. Hind la 19 mai 1851.

## Denumirea
Asteroidul este numit după Eirene, personificarea păcii (Pax la romani) una din Horae, fiică a lui Zeus și a lui Themis. Numele i-a fost sugerat descoperitorului de către astronomul Sir John Herschel. J.H. Hind a scris:
„Veți găsi că acest nume [..] este în relație cu acest eveniment [Marea Expoziție Industrială] care a umplut metropola [Londra] de talentul națiunilor civilizate, de spiritul Păcii, de producțiile Artei și ale Științei, toate aceste lucruri de care umanitatea se interesează.”
Marea Expoziție Industrială a Operelor Industriei Tuturor Națiunilor la Palatul de Cristal (în engleză Crystal Palace) din Hyde Park, Londra, s-a produs de la 1 mai până la 18 octombrie 1851. 

## Descriere
14 Irene este un asteroid mare și stâncos din centura de asteroizi; conține și fier și nichel.
Primii asteroizi descoperiți posedă câte un simbol astronomic, iar acela al asteroidului Irene reprezintă un porumbel transportând o ramură de măslin, cu o stea pe cap: 
Curba plată a luminozității indică un obiect sferic. Au existat patru ocultații stelare de către Irene.